# Wybory prezydenckie w Bułgarii w 2006 roku
Wybory prezydenckie w Bułgarii w 2006 roku odbyły się na terenie całego kraju oraz w kilkudziesięciu obwodach wyborczych ulokowanych za granicą. W wyniku głosowania prezydentem Bułgarii został ponownie Georgi Pyrwanow. Pierwsza tura wyborów miała miejsce 22 października 2006 roku, druga, do której przeszli Pyrwanow oraz Wolen Siderow, tydzień później – 29 października 2006.
O urząd prezydenta ubiegało się siedmiu kandydatów. Zdecydowanym faworytem w przedwyborczych sondażach był urzędujący prezydent Georgi Pyrwanow, popierany przez rządzącą od 2005 roku Bułgarską Partię Socjalistyczną. Partie centroprawicowe nie potrafiły wyłonić wspólnego kandydata. Lider Związku Sił Demokratycznych, prezydent w latach 1997–2001 Petyr Stojanow zrezygnował z udziału w wyborach na rzecz mało znanego byłego szefa Trybunału Konstytucyjnego 78-letniego Nedełczo Beronowa, ale wiele partii prawicowych nie zaakceptowało tej kandydatury. W ich imieniu do wyborów startował Georgi Markow.
Podział prawej strony politycznej i rosnące w kraju nastroje nacjonalistyczne sprawiły, że do drugiej tury przeszedł lider skrajnie prawicowej partii Ataka Wolen Siderow, w którego kampanii dominowały akcenty antyunijne, antytureckie i antyromskie.

## Głosowanie
Bułgarzy głosowali w 11,4 tysiącach lokali wyborczych. W kraju było 6,4 miliona uprawnionych do głosowania. To prawie 500 tysięcy mniej w porównaniu z wyborami parlamentarnymi w 2005 roku, ponieważ z list wyborczych zostali wykreśleni obywatele przebywający za granicą dłużej niż dwa miesiące.
Obywatelom bułgarskim stworzono możliwość głosowania w 49 państwach świata. Najwięcej punktów wyborczych otwarto w Turcji (40 ze wszystkich 144).

## Ostatni sondaż
19 października agencja badania opinii publicznej "Sowa-Charis" na zlecenie dziennika 24 czasa przygotowała ostatni przed ogłoszeniem ciszy wyborczej sondaż. Szacowano, że Georgi Pyrwanow zdobędzie 50% głosów, Wolen Siderow 25%, Nedełczo Beronow 15%, a Georgi Markow – 7-8%.

## Kandydaci na urząd prezydenta Bułgarii

### Oficjalni kandydaci
| Prezydent        | Wiceprezydent      | Przynależność partyjna kandydata | Partie udzielające poparcia     |
| ---------------- | ------------------ | -------------------------------- | ------------------------------- |
| Petyr Beron      | Stela Bankowa      | bezpartyjny                      | brak                            |
| Nedełczo Beronow | Juliana Nikołowa   | bezpartyjny                      | ZSD + mniejsze partie prawicowe |
| Georgi Markow    | Marija Iwanowa     | PPiS                             | PPiS                            |
| Ljuben Petrow    | Neli Topałowa      | bezpartyjny                      | OSP                             |
| Georgi Pyrwanow  | Angeł Marin        | bezpartyjny                      | KnrB                            |
| Wolen Siderow    | Paweł Szopow       | Ataka                            | Ataka                           |
| Grigor Welew     | Jordan Mutafczijew | PSB                              | Cała Bułgaria                   |

### Charakterystyka zarejestrowanych kandydatów
| Charakterystyka kandydatów: |                    |        |                                     |
|                             | Kandydat           | Wiek   | Wykształcenie                       |
|                             | Petyr Beron        | lat 66 | wyższe (dr, biolog)                 |
|                             | Nedełczo Beronow   | lat 78 | wyższe (prof, prawnik i ekonomista) |
|                             | Georgi Markow      | lat 56 | wyższe (prawnik)                    |
|                             | Gen. Ljuben Petrow | lat 68 | wyższe (wojskowy)                   |
|                             | Georgi Pyrwanow    | lat 49 | wyższe (dr, historyk)               |
|                             | Wolen Siderow      | lat 50 | średnie                             |
|                             | Grigor Welew       | lat 71 | wyższe (prof, lekarz)               |

## Wyniki

### Pierwsza tura
Zdecydowanym zwycięzcą pierwszej tury wyborów został urzędujący prezydent socjalista Georgi Pyrwanow (64%). Drugie miejsce zajął lider nacjonalistycznej partii
Ataka Wolen Siderow (21,5%). Obaj kandydaci spotkali się w drugiej turze.
Według bułgarskiej konstytucji tylko ponad pięćdziesięcioprocentowa frekwencja pozwala wyłonić prezydenta już w pierwszym głosowaniu. Tymczasem do urn poszło niewiele ponad 40% Bułgarów.
|  | Kandydat         | Głosy      | Procent |
|  | ---------------- | ---------- | ------- |
|  | Georgi Pyrwanow  | 1 780 119  | 64,047% |
|  | Wolen Siderow    | 597 175    | 21,486% |
|  | Nedełczo Beronow | 271 078    | 9,753%  |
|  | Georgi Markow    | 75 478     | 2,716%  |
|  | Petyr Beron      | 21 812     | 0,785%  |
|  | Grigor Welew     | 19 857     | 0,714%  |
|  | Ljuben Petrow    | 13 854     | 0,498%  |
|  | Razem            | 2 779 373  | 100,0%  |
|  | Frekwencja       | Frekwencja | 42,51%  |

### Druga tura
Zgodnie z przewidywaniami w drugiej turze zwyciężył Georgi Pyrwanow, który pokonał Wolena Siderowa ponad pięćdziesięcioprocentową różnicą głosów. Pyrwanow jest pierwszym prezydentem w historii republiki, który został po raz drugi wybrany na to stanowisko.
Frekwencja, podobnie jak i w pierwszej turze, wyniosła mniej niż 50%. Do urn poszło 41,21% obywateli, co oznacza, że w porównaniu z pierwszym głosowaniem frekwencja była mniejsza o 1,3%.
|  | Kandydat        | Głosy      | Procent |
|  | --------------- | ---------- | ------- |
|  | Georgi Pyrwanow | 2 050 488  | 75,948% |
|  | Wolen Siderow   | 649 387    | 24,052% |
|  | Razem           | 2 699 875  | 100,0%  |
|  | Frekwencja      | Frekwencja | 41,21%  |